# Control (film 2007)
(Ian Curtis/Sam Riley)
Control è un film del 2007 diretto da Anton Corbijn.
Il film racconta la vita del leader dei Joy Division, Ian Curtis (1956-1980), interpretato da Sam Riley, mentre la moglie di Curtis, Deborah Woodruff, è interpretata da Samantha Morton. Parte della sceneggiatura è stata liberamente tratta dal romanzo autobiografico di Deborah Woodruff Curtis, Così vicino, così lontano (Touching From a Distance).
Oltre alla carriera artistica, il film tratta anche della vita extramatrimoniale e sentimentale, così come dell'epilessia di cui Curtis soffriva in modo grave, suggerendo che anche questa abbia contribuito al suo suicidio, avvenuto alla vigilia del primo tour negli Stati Uniti della sua band.
Il titolo del film fa riferimento ad una delle canzoni più celebri dei Joy Division, "She's Lost Control". Il titolo della canzone si ritiene racconti la storia di un'amica di Curtis, anch'essa sofferente di epilessia, che morì in una clinica di Manchester in seguito alle continue crisi. Il cantante scrisse la canzone dopo la sua morte.
Il film è stato presentato alla Quinzaine des Réalisateurs del Festival di Cannes il 17 maggio 2007, riscuotendo grande successo di pubblico e di critica, vincendo il "Premio dell'arte & di Essai di CICAE" di Regards Jeunes, il premio come miglior film europeo e come miglior film del Sidebar.

## Trama
Ian è un diciassettenne che vive a Macclesfield, nei pressi di Manchester, coltivando la passione per la musica e sognando di sfondare con la sua band. Siamo nel 1973 e la sua camera è tappezzata dei poster dei suoi idoli. Conosce la ragazza di un suo amico, Debbie, che subito si innamora di lui; dopo una brevissima frequentazione egli le propone di sposarsi. L'anima poetica del protagonista emerge sempre di più nei testi delle sue canzoni, e la sua band, i "Warsaw", riesce finalmente ad ottenere la possibilità di esibirsi in pubblico.
Nel frattempo la coppia decide, sempre frettolosamente, di avere un figlio. Ian trova lavoro presso un ufficio di collocamento dove incontra una ragazza malata di epilessia, che lo sconvolge con un improvviso attacco. È probabilmente questo lo spunto per la scrittura della prima grande canzone della band, che ormai ha assunto il nome di Joy Division: si tratta di She's lost control.
La fama del gruppo cresce sempre di più. Contemporaneamente entra in crisi la vita coniugale della coppia, e Ian si rinchiude sempre più in sé stesso, allontanandosi progressivamente dalla moglie e dalla figlioletta. Durante un concerto il cantante incontra Annik, una giornalista belga, che dimostra subito un forte interesse per lui; tra i due nasce una storia, per Ian molto combattuta, dato che in lui cresce il senso di colpa verso la sua famiglia. Nel frattempo hanno inizio i terribili attacchi di epilessia del protagonista: il suo modo frenetico di cantare e di ballare sul palco ne causano uno proprio durante un concerto.
Dopo l'ultimo, tremendo attacco, Ian, da solo in casa della moglie da cui ormai si è separato, stanco e depresso a causa delle medicine che deve prendere per combattere la sua malattia, si impicca a soli ventitré anni; non conoscerà mai il grande successo che i Joy Division hanno avuto.

## Produzione
La sceneggiatura del film è stata completata nel maggio 2005. La maggioranza delle ambientazioni è stata filmata nelle metropoli inglesi di Nottingham, di Manchester e di Macclesfield, oltre che in altre location in Europa. La lavorazione è durata un mese e mezzo.
Anton Corbijn, il regista del film, è un fan dei Joy Division e ne ha diretto il video musicale di "Atmosphere" per la riedizione del 1988, continuando da allora a girare video musicali, anche per i Nirvana, U2 e Depeche Mode.
Per lanciare il film, Corbijn ha speso metà dei 4,5 milioni di dollari di tasca propria. Tra i finanziatori del film si nota la presenza di Martin Lee Gore, membro proprio dei Depeche Mode Il film è stato girato in bianco e nero per "riflettere l'atmosfera di tensione presente nei Joy Division" a detta di Todd Eckert e di Orian Williams, i produttori.
Deborah Curtis e il produttore discografico inglese Tony Wilson sono stati ingaggiati come co-produttori.
Wilson è il presentatore che ha parlato dei Joy Division nel suo programma televisivo "So It Goes", inoltre è il fondatore della Factory Records che ha pubblicato molto materiale prodotto dai Joy Division.
Il film è entrato in pre-produzione il 3 luglio 2006; è stata girata una scena in Barton Street (abitazione di Ian Curtis), Macclesfield, tra l'11 e il 12 luglio 2006.

## Colonna sonora
I The Killers hanno prodotto una cover della canzone "Shadowplay" del 1979 dei Joy Division utilizzata nella colonna sonora. Le altre canzoni dei Joy Division, presenti nel film, sono cantate e suonate dagli attori che interpretano la band, ad eccezione di "Love will tear us apart" e "Atmosphere", presenti nelle versioni originali incise dai Joy Division. Le canzoni di artisti anni settanta come David Bowie e dei Sex Pistols sono riprese da registrazioni dell'epoca. I New Order hanno prodotto alcune canzoni per la colonna sonora. Il CD è stato pubblicato dalla Warner Music il 26 settembre 2007, il brano dei Sex Pistols non è presente nella versione statunitense.

### Tracce
1. Exit - New Order
2. What Goes On - The Velvet Underground
3. Shadowplay - The Killers
4. Boredom (live) - Buzzcocks
5. Dead Souls - Joy Division
6. She Was Naked - Supersister
7. Sister Midnight - Iggy Pop
8. Love Will Tear Us Apart - Joy Division
9. Problems (live) - Sex Pistols
10. Hypnosis - New Order
11. Drive-In Saturday - David Bowie
12. Evidently Chickentown (live) - John Cooper Clarke
13. 2HB - Roxy Music
14. Transmission - il cast del film
15. Autobahn - Kraftwerk
16. Atmosphere - Joy Division
17. Warszawa - David Bowie
18. Get Out - New Order
19. Leaders of Men - Joy Division

## Distribuzione
Il film è stato oggetto di anteprime nazionali in molti Paesi europei e statunitensi. L'uscita nel Regno Unito è avvenuta il 5 ottobre 2007, terza distribuzione dopo Francia (26 settembre) e Belgio (12 settembre). L'uscita negli Stati Uniti era inizialmente prevista il 10 ottobre 2007, data poi fissata per l'anteprima nazionale a New York. In Italia è uscito nelle sale il 24 ottobre 2008, mentre l'8 giugno 2009 è stato pubblicato in DVD dalla Valter Casini Edizioni e 01 Distribution.

## Riconoscimenti
- British Independent Film Awards 2007: miglior film, miglior regista, Premio Douglas Hickox, miglior attore/attrice non protagonista (Toby Kebbell), miglior esordiente (Sam Riley)